# Hypoprepia
Hypoprepia là một chi bướm đêm thuộc phân họ Arctiinae, họ Erebidae.

## Các loài
- Hypoprepia miniata  (Kirby, 1837)
- Hypoprepia fucosa Hübner, [1831]
- Hypoprepia cadaverosa Strecker, 1878
- Hypoprepia inculta H. Edwards, 1882